# Klenie Bimolt

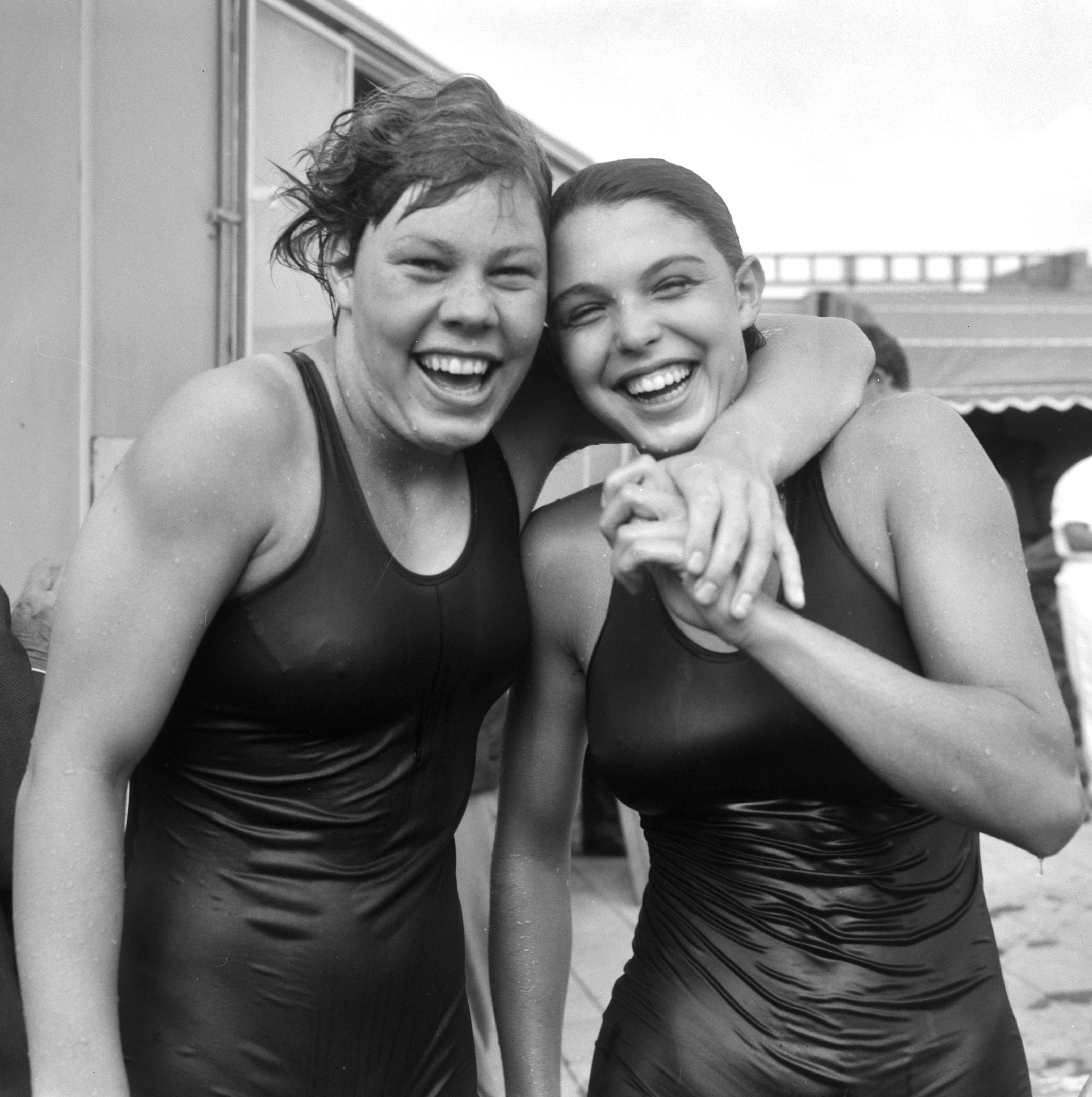
Klenie Bimolt en Laura Schiezzari

Klena Greetje (Klenie) Bimolt (Assen, 8 juni 1945) is een voormalig Nederlands zwemster en vice-olympisch kampioen van Tokyo 1964.
Klenie Bimolt maakte in de jaren zestig deel uit van de nationale en internationale zwemtop op de klassieke schoolslag. De erelijst van de schoolslagspecialiste van zwemclub GZ&PC (Groninger Zwem & Polo Club) vermeldt onder meer twee zilveren medailles, behaald bij de Europese kampioenschappen van 1962 in Leipzig: op de individuele 200 meter schoolslag (2.51,2) en als lid van de estafetteploeg op de 4x100 meter wisselslag (4.42,9). In 1964 brak zij met de Nederlandse ploeg het wereldrecord op de 4x100 meter wisselslag.
Bimolt deed mee aan twee Olympische Spelen: in 1964 in Tokio, waar de Drentse de zilveren medaille won met de aflossingsploeg op de 4x100 meter wisselslag (4.37,0), en in 1968 in Mexico-Stad. In de periode 1962-1968 won Bimolt in totaal elf Nederlandse titels, verdeeld over de 100 en 200 meter schoolslag.

## Internationale erelijst

### 1962
Europese kampioenschappen langebaan (50 meter) in Leipzig:
- Tweede op de 200 meter schoolslag 2.51,2
- Tweede op de 4x100 meter wisselslag 4.42,9

### 1964
Olympische Spelen (langebaan) in Tokio:
- Tweede op de 4x100 meter wisselslag 4.37,0
- Zevende op de 200 meter schoolslag 2.51,3

### 1968
Olympische Spelen (langebaan) in Mexico-Stad:
- Zevende op de 4x100 meter wisselslag 4.38,7
- Twintigste op de 200 meter schoolslag 2.57,9